# Graham Poll
Graham Poll (Tring, 29 luglio 1963) è un ex arbitro di calcio inglese.

## Carriera
Diventato internazionale nel 1996, ha partecipato a numerose competizioni internazionali. Nel 2000 arbitrò una semifinale di UEFA Champions League, mentre nel 2002 e nel 2007 venne designato per una semifinale di coppa UEFA. Nel 2005 diresse a Lisbona la finale di Coppa UEFA tra CSKA Mosca e Sporting Lisbona. Nel 2000 diresse ai campionati europei di calcio due gare, Norvegia-Slovenia e Rep. Ceca-Francia; in quest'ultima partita commise l'errore di accordare un calcio di rigore a favore dei cechi a seguito di un fallo che in realtà era avvenuto fuori area, su segnalazione dell'assistente irlandese Foley.
Anche le sue prestazioni ai mondiali di calcio sono state sempre molto discusse: nel 2002, durante Italia-Croazia, annullò su segnalazione dell'assistente danese Jens Larsen due gol segnati dagli azzurri, il primo di Christian Vieri, il secondo di Marco Materazzi, che si rivelarono essere pienamente regolari (l'Italia sarà poi eliminata dallo stesso mondiale agli ottavi di finale perdendo contro la Corea del Sud in una partita anch'essa segnata da pesanti contestazioni relative alle scelte del direttore di gara, l'ecuadoriano Byron Moreno). Nel 2006, invece, durante Croazia-Australia, espulse il difensore croato Josip Šimunić solo dopo averlo ammonito per tre volte e non per due come previsto dal regolamento. A causa di questo errore non venne selezionato per la fase ad eliminazione diretta del torneo.
Dopo il Mondiale tedesco e gli errori commessi, espresse l'intenzione di ritirarsi dall'attività di arbitro internazionale, ma dopo poche settimane tornò sui suoi passi, decidendo di non volere più rappresentare la Federazione inglese nelle fasi finali dei grandi tornei ma continuando comunque ad essere arbitro FIFA. Al termine della stagione 2006-2007 decise di concludere la propria carriera, facendo ricondurre la sua scelta ai continui insulti ricevuti dagli spalti durante il campionato, che gli avrebbero tolto il piacere che la direzione di gara gli procurava. Da quel momento, iniziò a collaborare con il periodico Daily Mail.